# Бахріти

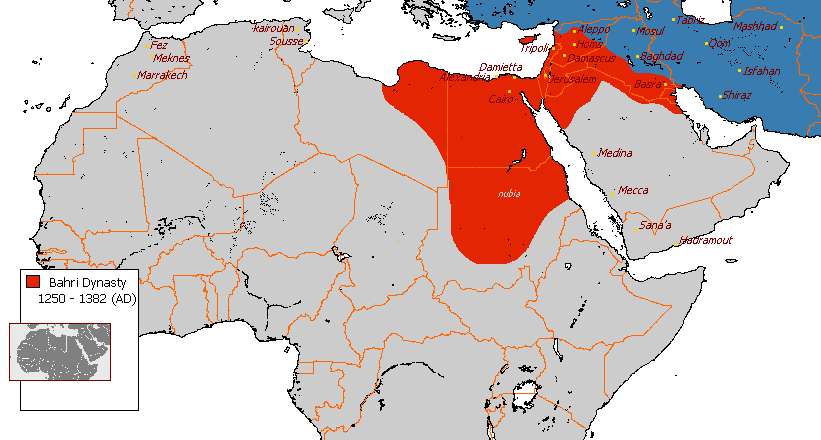
Територія султанату Бахрітів

Бахріти (араб. المماليك البحرية) — мамлюкська династія тюркського походження, що правила Єгиптом з 1250 до 1382 року, коли їх замінили Бурджити.

## Історія
За часів правління аюбідського султана ас-Саліха виник перший елітарний мамлюкський корпус, основу якого складали полонені монголами половці. Полонених хлопчиків купували на рабських ринках і розміщували в закритих військових школах. Після закінчення школи мамелюки отримували свободу. Вони розподілялись до військових корпусів, а до того часу перебували на державному забезпеченні.
1250 року мамлюкські еміри убили останнього султана з династії Аюбідів, Туран-шаха. Після його смерті регентшею була призначена Шаджар ад-Дурр, яка невдовзі відмовилась від престолу на користь Айбека, головнокомандувача мамелюків. 1251 року сирійські Аюбіди вторглись до Єгипту, але зазнали поразки у битві при аль-Аббасі. Після цього Айбек узяв під контроль єгипетську казну й висунув своїх мамелюків на всі провідні посади у країні. 1257 року Айбек загинув, а влада перейшла до сина султана від другої дружини — 15-річного аль-Мансура Алі.
1361 року влада у Єгипті перейшла до Мухаммада II, а 1363 року — до Шабана II. За правління останнього на перші позиції висунувся Баркук аз-Захір. 1376 року султан Шабан II помер, а Баркук звів на престол малолітнього сина Шабана, Алі II. 1382 року престол перейшов до брата Алі, Хаджжі II, але за якийсь час рада мамелюків проголосила султаном Баркука, який до того часу зосередив у своїх руках реальну владу над країною. 1389 року Хаджжі II повернув собі престол, але вже 1390 року влада остаточно перейшла до черкесів-Бурджитів.

## Список султанів
- Шаджар ад-Дурр (1250)
- аль-Муїзз Ізз ад-Дін Айбек (1250–1257)
- аль-Мансур Нур ад-Дін Алі (1257–1259)
- аль-Музаффар Сайф ад-Дін Кутуз (1259–1260)
- аз-Захір Рукн ад-Дін Бейбарс I аль-Бундукдарі (1260–1277)
- ас-Саїд Насір ад-Дін Барака-хан (1277–1280)
- аль-Аділь Бадр ад-Дін Саламиш (1280)
- аль-Мансур Сайф ад-Дін Калаун аль-Алфі (1280–1290)
- аль-Ашраф Салах ад-Дін Халіль (1290–1294)
- ан-Насір Насір ад-Дін Мухаммад (1294–1295, 1299–1309, 1309–1340)
- аль-Аділь Зайн ад-Дін Кітбуга (1295–1297)
- аль-Мансур Хусам ад-Дін Ладжін (1297–1299)
- аль-Музаффар Рукн ад-Дін Бейбарс II аль-Джашанкір (1309)
- аль-Мансур Сайф ад-Дін Абу Бакр (1340–1341)
- аль-Ашраф Ала ад-Дін Куджук (1341–1342)
- ан-Насір Шихаб ад-Дін Ахмад (1342)
- ас-Саліх Імад ад-Дін Ісмаїл (1342–1345)
- аль-Каміль Сайф ад-Дін Шабан I (1345–1346)
- аль-Музаффар Сайф ад-Дін Хаджжі I (1346–1347)
- ан-Насір Насір ад-Дін аль-Хасан (1347–1351, 1354–1361)
- ас-Саліх Салах ад-Дін Саліх (1351–1354)
- аль-Мансур Салах ад-Дін Мухаммед (1361–1363)
- аль-Ашраф Насір ад-Дін Шабан II (1363–1376)
- аль-Мансур Ала ад-Дін Алі (1376–1382)
- ас-Саліх Салах ад-Дін Хаджжі II (1382, 1389–1390)